# Alexeï Ivanovitch Nagaïev
Alexeï Ivanovitch Nagaïev (en russe : Алексей Иванович Нагаев), né le 17 mars 1704, mort le 8 janvier 1781 à Saint-Pétersbourg. Il était un amiral, un hydrographe et un cartographe russe.

## Biographie
Issu d'une famille de petite noblesse, il sortit diplômé de l'Académie navale de Saint-Pétersbourg. Au cours de la Guerre de Sept Ans (1756-1763), il dirigea une expédition hydrographique sur les côtes de la Prusse. En 1752, il établit le premier atlas concernant la mer de Béring et la mer Baltique. Malgré l'absence de quadrillage méridien, il utilisa ses cartes pendant plus de cinquante ans. De 1764 à 1765, il fut commandant en chef du port de Kronstadt. En 1769, il fut promu au grade d'amiral.

## Lieux portant son nom
- Baie de Nagaïev dans la mer d'Okhotsk.